# Gradierwerk Bad Salzungen

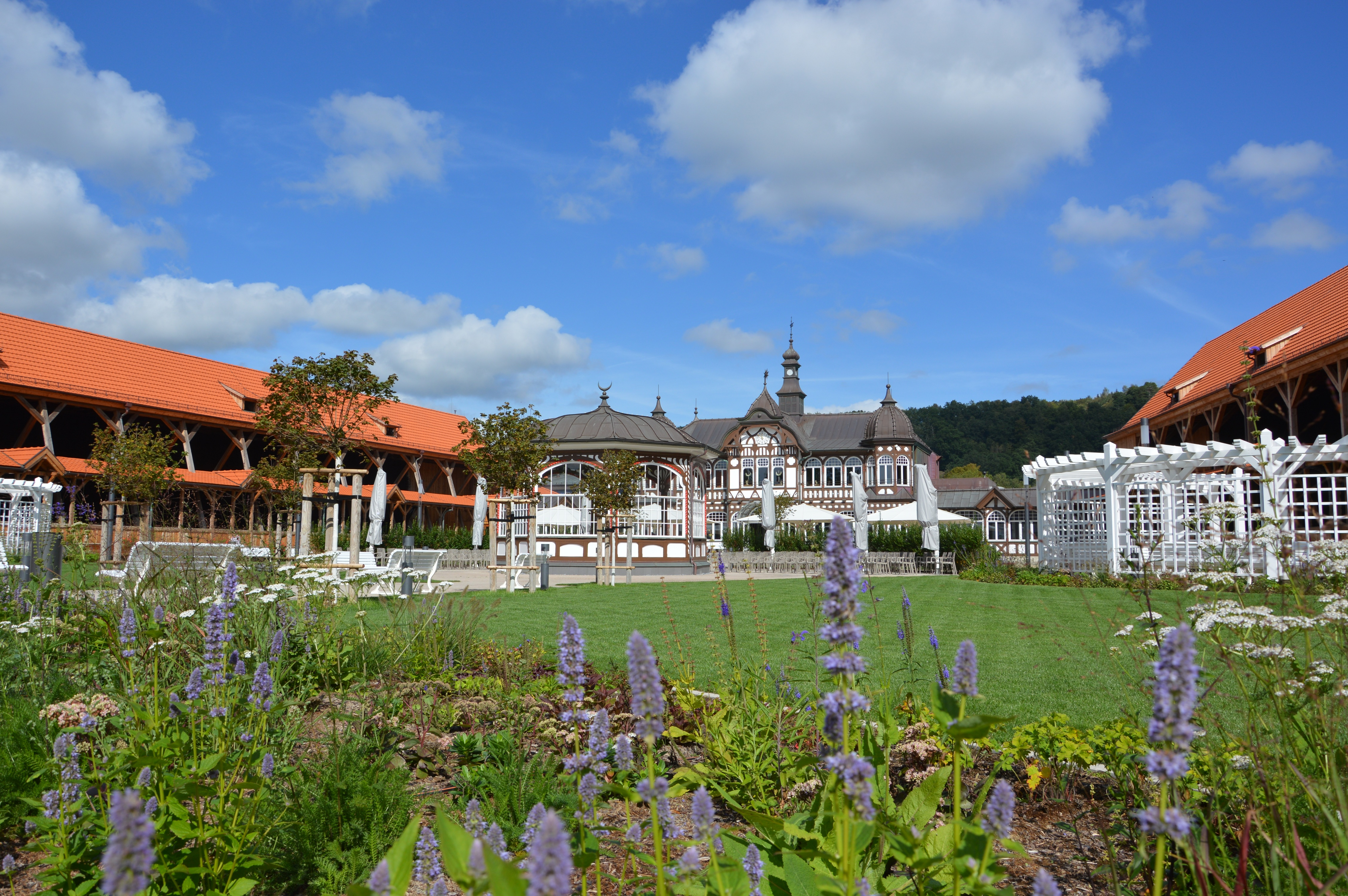
Das Gradierwerkensemble nach umfangreicher Sanierung (2023)

Das Salzunger Gradierwerk ist eine Kureinrichtung und ein Kulturdenkmal in der Kurstadt Bad Salzungen im Wartburgkreis im Westen Thüringens.

## Geschichte
Das erste Salzunger Gradierwerk wurde 1590 erbaut. Bis 1800 wurden in Salzungen 24 Gradierhäuser beiderseits der Werra errichtet, um Salz zu gewinnen. Mit Einrichtung des Kurbetriebs ab 1800 wurden die Gradierhäuser bis auf den heutigen Ostflügel der Gradieranlagen abgerissen und die Anlage nach Entdeckung der Heilwirkung der Sole für den Kurbetrieb umgenutzt.
Heute besteht das Gradierwerk aus einem Mittelbau in Fachwerkbauweise, der als Kurhaus und Eingangsbereich der Solewelt Bad Salzungen genutzt wird, und zwei je 80 Meter langen Gradierhallen, von denen die östliche, ältere aus der Zeit um 1800, die westliche, die Inhalationszwecken dient, aus dem Jahr 1901 stammt. Das Ensemble wurde 1906 um eine Trinkhalle und einen Musikpavillon ergänzt. Nach jahrelangem Verschleiß in der DDR-Zeit erfolgte ab 1990 eine umfassende Sanierung des Gebäudeensembles.
Im September 2020 begannen Arbeiten zur vollständigen Erneuerung der Gradieranlagen, die einen Abriss und Neubau der historischen Gradierhallen sowie eine Erneuerung des Gradiergartens bis 2023 vorsahen. Die Arbeiten wurden im Juni 2023 abgeschlossen und das neue Gradierwerk in Anwesenheit u. a. des thüringischen Ministerpräsidenten Bodo Ramelow am 8. Juli eröffnet.

## Gradierhallen
Ostwand
Die östliche Gradierhalle war die letzte erhaltene von einst 24 Gradierwänden. Sie wurde 1796–1797 gebaut, hatte eine Gesamthöhe von 13,20 m, eine Länge von 82 m und eine Breite von 16,30 m. Sie verfügte zuletzt über eine 7 m hohe, 71,5 m lange Reisigwand; ehemals befanden sich zwei Reisigwände im Gebäude. Der Abbruch der historischen Bausubstanz begann nach Vorarbeiten im Januar 2021.
Westwand
Die westliche Gradierhalle entstand im Jahr 1901 zu Kurzwecken. Sie hatte eine Gesamthöhe von 10,70 m, eine Länge von 87 m und eine Breite von 13,2 m. Die Reisigwand maß 6,7 Meter × 80 Meter. Der Abbruch der historischen Bausubstanz begann nach Vorarbeiten im Januar 2021.

## Galerie

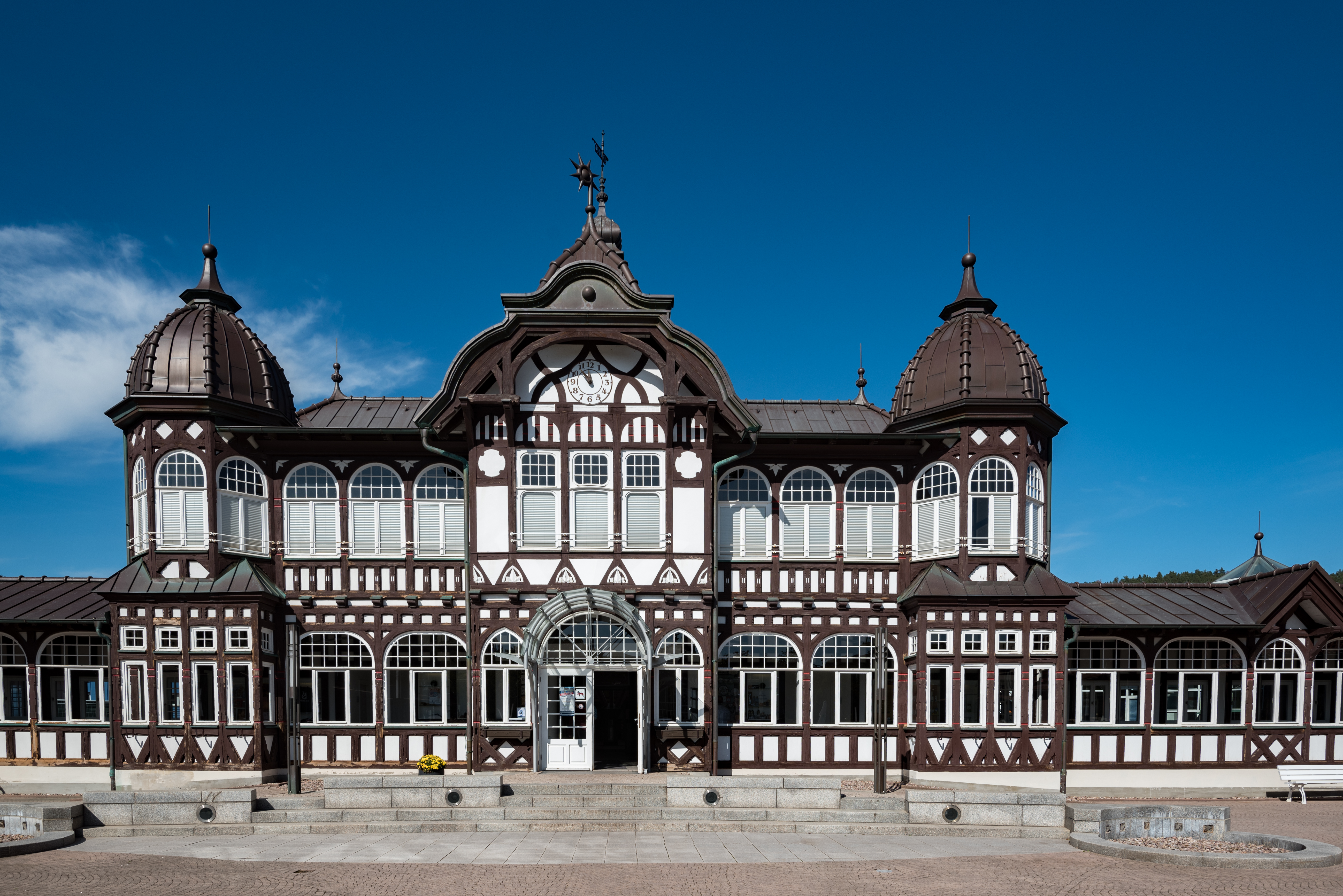
Mittelbau
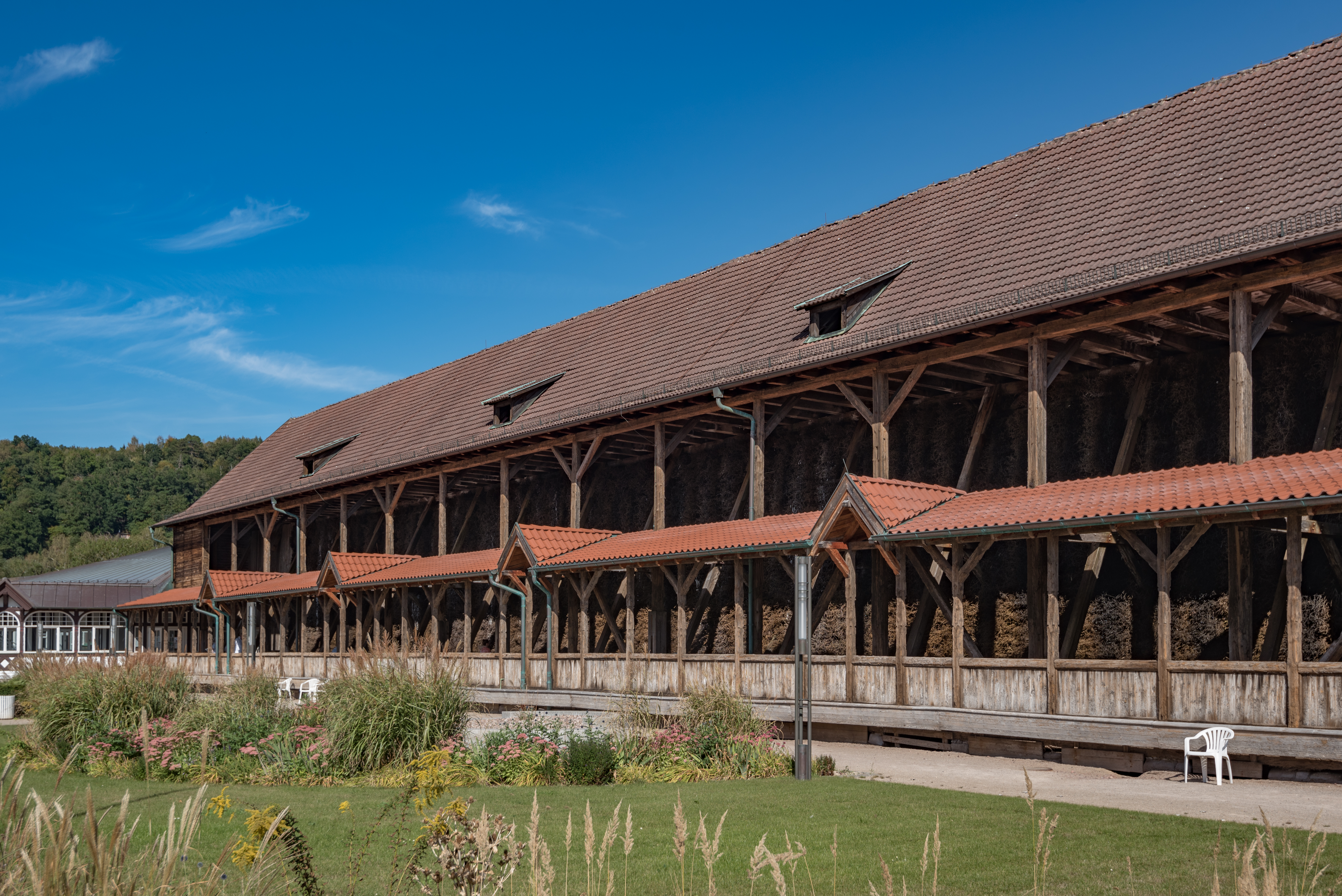
Östliche Gradierhalle (2018)
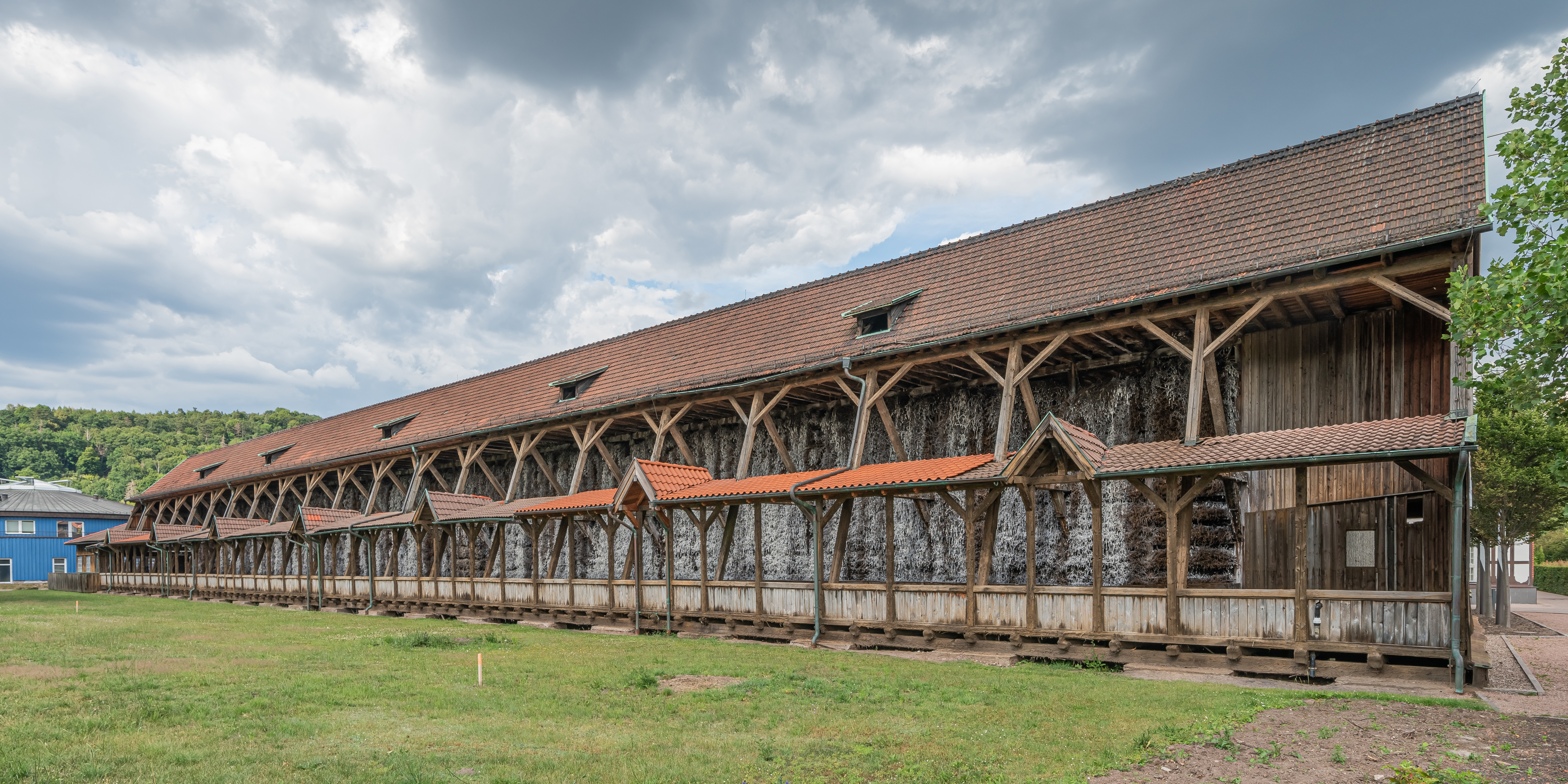
Westliche Gradierhalle (2020, kurz vor dem Abriss)
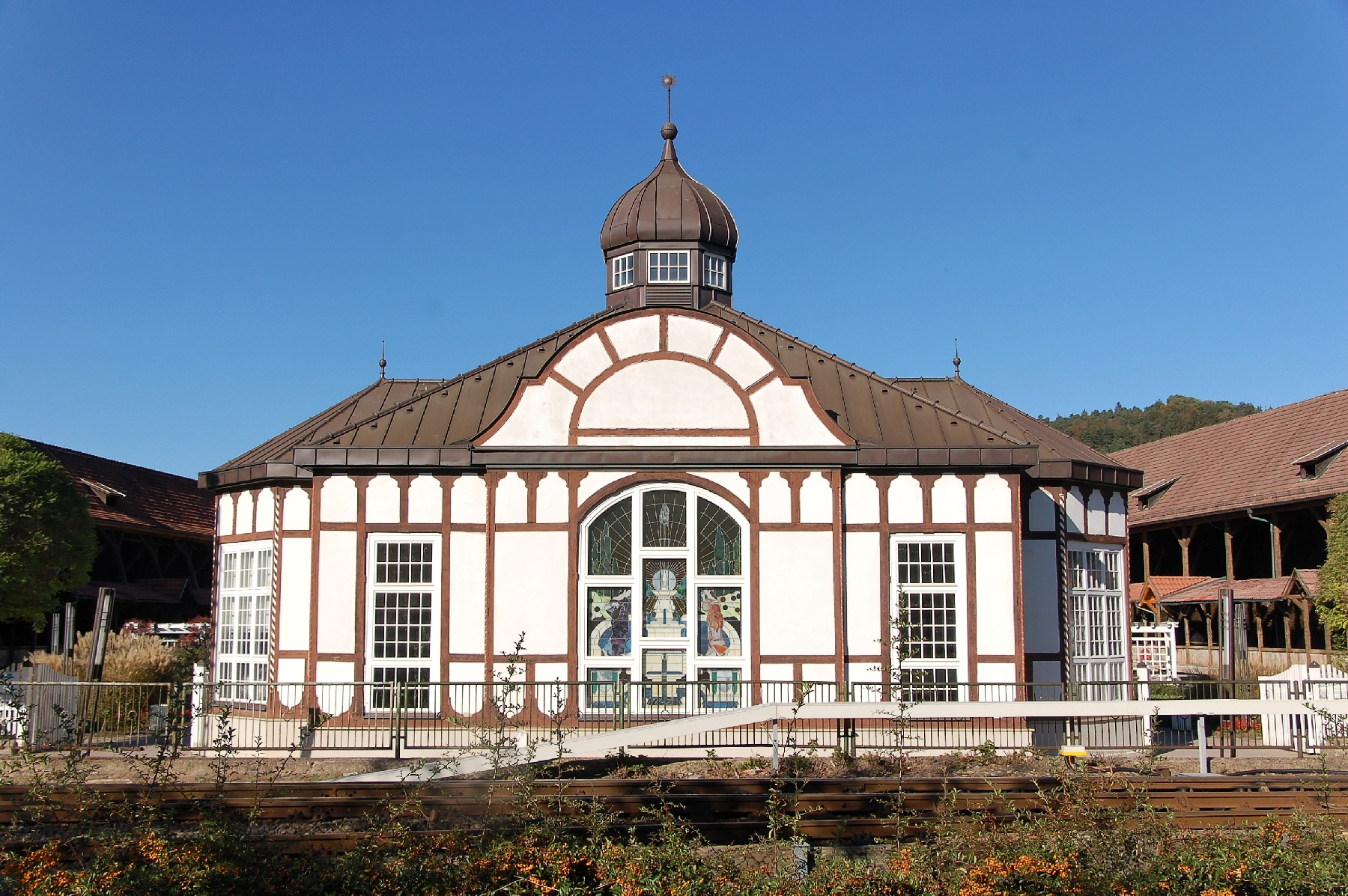
Trinkhalle (2011)
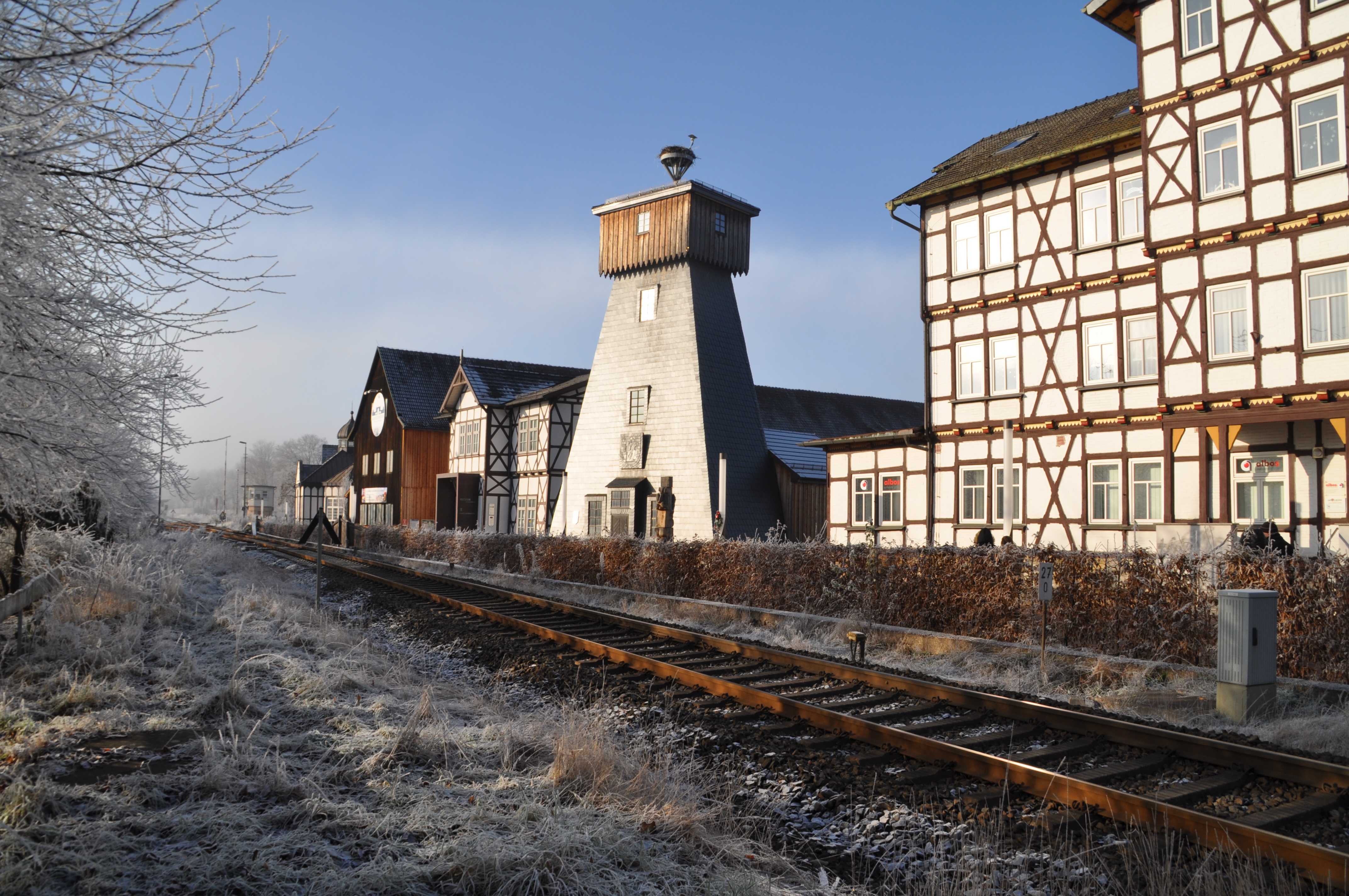
Sole-Bohrturm und Inhalatorium (2011)

## Trivia

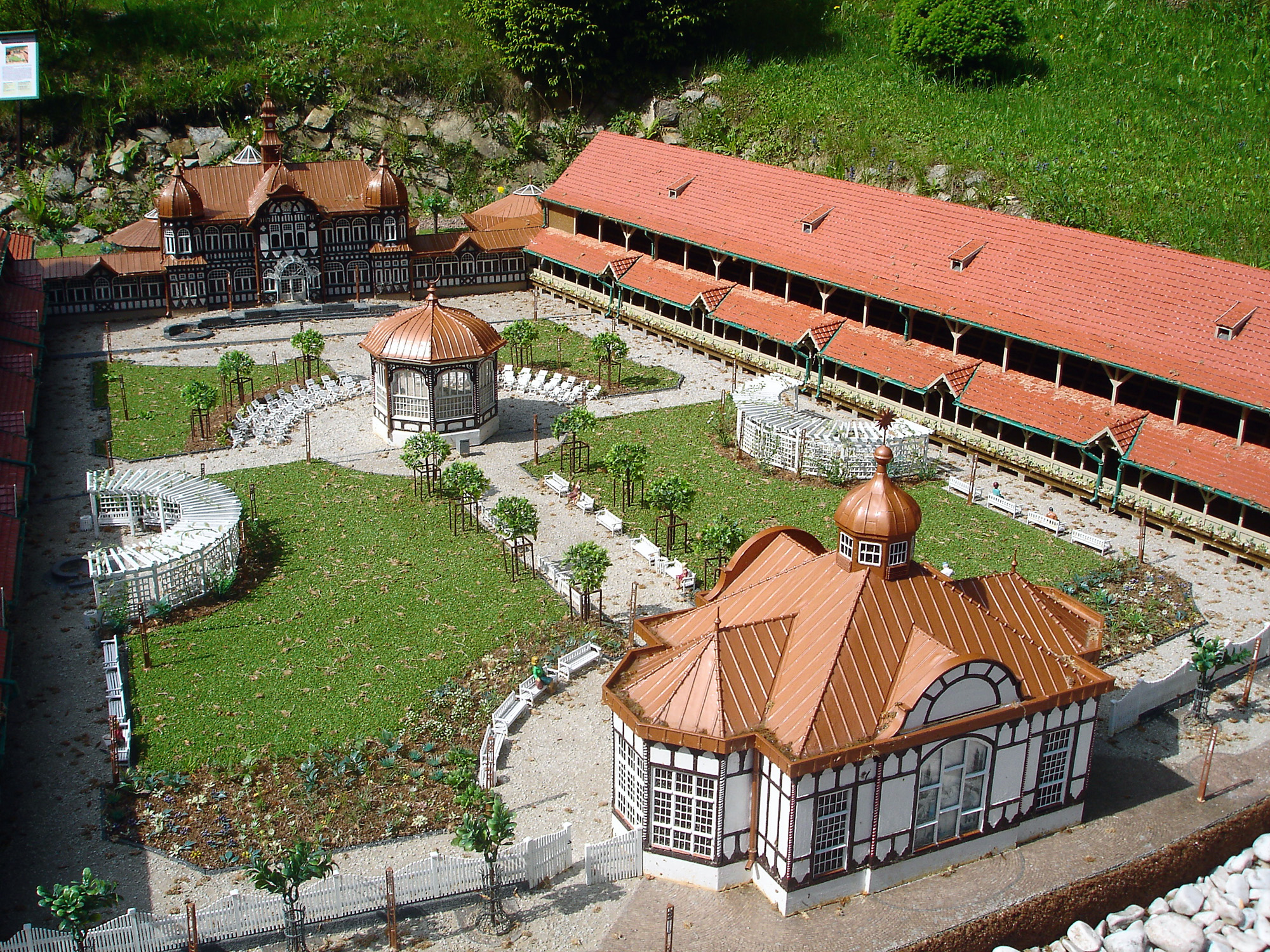
Das Gradierwerk im mini-a-thür

Ein Modell des Gradierwerks Bad Salzungen befindet sich im mini-a-thür-Freizeitpark in Ruhla.
Die Trinkhalle des Gradierwerks wird von der Stadt Bad Salzungen auch als Trauzimmer genutzt.